# NGC 1402
NGC 1402 est une galaxie lenticulaire située dans la constellation de l'Éridan. NGC 1402 a été découverte par l'astronome américain Francis Leavenworth en 1886.

## Caractéristiques
Sa vitesse par rapport au fond diffus cosmologique est de 4 174 ± 17 km/s, ce qui correspond à une distance de Hubble de 61,6 ± 4,3 Mpc (∼201 millions d'al).
NGC 1402 renferme des régions d'hydrogène ionisé.